# Ampelopsis cantoniensis
Ampelopsis cantoniensis är en vinväxtart som beskrevs av Karl Heinrich Koch. Ampelopsis cantoniensis ingår i släktet Ampelopsis och familjen vinväxter. Inga underarter finns listade i Catalogue of Life.